# Бялата пръст
Бялата пръст е квартал на Шумен, разположен в северозападната му част.
Намира се в град Шумен, който е административен център на област Шумен в Североизточна България. Кварталът е разположен на северозападната част на града, на около 2 километра от центъра му.
В Бялата пръст няма  разнообразни магазини, супермаркети, аптеки, заведения за хранене, бензиностанции, както и детски градини, училища и др / в квартала има един магазин и клон от филиал на ДГ/. В квартала има и много зелени площи, където жителите могат да се разхождат и да се отдадат на спортни дейности.
Кварталът Бялата пръст не е добре свързан с останалата част на града, като има една почти редовна автобусна линия, която  свързва квартала с другите части на Шумен. Кварталът също така е близо до главните пътища, които водят към други градове и населени места в България.